# Gänsehaut (2015)
Gänsehaut (Originaltitel: Goosebumps) ist ein US-amerikanisch-australischer Abenteuerfilm mit Horror-Elementen, der am 3. Oktober 2015 beim San Diego Film Festival seine Premiere feierte, am 16. Oktober 2015 in die US-Kinos kam und seit dem 4. Februar 2016 in Deutschland zu sehen war.

## Handlung
Nachdem Zach Cooper mit seiner Mutter von New York in die Kleinstadt Madison, Delaware, gezogen ist, erkennt der Teenager, dass sein neues Zuhause Jungen in seinem Alter nur wenig zu bieten hat. Der neue Nachbar der Coopers ist der seltsame Gänsehaut-Autor R. L. Stine. Zach findet sofort Gefallen an dessen Tochter Hannah. Der Junge entdeckt das dunkle Geheimnis ihres Vaters, denn die scheinbar fantastischen Kreaturen sind real und der Autor kann diese Monster nur kontrollieren, indem er sie mit seinen Geschichten zähmt. 
Eines Tages befreien Zach und sein linkischer Freund Champ versehentlich einige der Ungeheuer, darunter die bösartige Puppe Slappy, die die übrigen Bücher raubt und die Ungeheuer befreit, die nun die Gegend terrorisieren. Zach, Champ, Hannah und ihr Vater müssen die Situation wieder unter Kontrolle bekommen und versuchen, die Dämonen wieder in die Bücher zu verbannen, in die sie gehören. Doch Slappy verbrennt diese. Stine erklärt ihnen, dass er sich als Jugendlicher Monster ausgedacht hat, um die ihn mobbenden Schüler seinerseits terrorisieren zu können. Allerdings wurden seine Monster später real, und die einzige Möglichkeit, sie wieder einzufangen, ist, sie mittels einer Geschichte in ein Buch zu sperren. 
Die Gruppe fasst den Plan, noch eine Geschichte zu schreiben, um sämtliche Monster einzufangen. Stine berichtet, dass er nur auf seiner alten Schreibmaschine schreiben kann, die allerdings in der High School ist. Also machen sie sich auf den Weg zur High School und werden dabei von allerlei Monstern gejagt. Dabei erkennt Zach, dass auch Hannah nur eine Kreation von R. L. Stine ist. Sie schaffen es zur High School, und Stine beginnt, die Geschichte zu schreiben, während die anderen alle anderen in der High School warnen. Nachdem alle einen Angriff eines der Monster mitbekommen haben, wird ihnen geglaubt, und die Schüler und Lehrer beginnen, die Schule zu verbarrikadieren. 
Als Stine mit seiner Geschichte fast fertig ist, bricht ihm Slappy die Finger, so dass er nicht mehr schreiben kann. Stine will fliehen, da die Monster hinter ihm her sind. Doch die Gruppe um Zach begleitet ihn. Auf einem verlassenen Vergnügungspark kommt es schließlich zum Showdown. Zach schreibt die Geschichte fertig, und Stines sämtliche Kreationen einschließlich Hannah werden in das Buch gesaugt.
Ein paar Tage später, als die High School wieder eröffnet wird, ist Stine als neuer Englischlehrer zu sehen. Als Stine und Zach gerade miteinander über den Verlust von Hannah sprechen, steht diese plötzlich in einem Flur und wartet auf Zach. Stine erklärt ihm, dass er noch ein Buch geschrieben und damit Hannah wieder zum Leben erweckt hat. Zach und Hannah küssen sich und verlassen gemeinsam die Schule. Stine läuft zum Schluss an seiner Schreibmaschine vorbei, welche scheinbar von alleine schreibt. Er erkennt, dass an der Maschine ein Monster, der unsichtbare Freund, sitzt, der nicht wie alle anderen Monster in das Buch gesogen wurde, da er vergessen wurde, und schreit auf.

## Produktion
Gänsehaut ist eine filmische Adaption der Jugendbuchreihe Gänsehaut (Originaltitel: Goosebumps) des US-amerikanischen Autors R. L. Stine, der in seinen Geschichten den Alltag von Jugendlichen mit dem Übersinnlichen verschachtelt. Seit dem Beginn der Gänsehaut-Reihe im Jahr 1992 hat der amerikanische Verlag Scholastic seine Werke in 32 Sprachen übersetzt und 400 Millionen seiner Bücher verkauft. Stine erscheint im Film in einem Cameo als Schauspiellehrer Mr. Black.
Die Dreharbeiten begannen am 23. April 2014 in Atlanta und wurden am 16. Juli 2014 beendet.

## Synchronisation
Nach einem Dialogbuch von Benjamin Peter und unter der Dialogregie von Elisabeth von Molo wurde die deutschsprachige Fassung bei Berliner Synchron produziert.
| Rolle                | Schauspieler        | Sprecher                  |
| -------------------- | ------------------- | ------------------------- |
| Officer Brooks       | Amanda Lund         | Nadine Zaddam             |
| Coach Carr           | Ken Marino          | Jaron Löwenberg           |
| Champ                | Ryan Lee            | Michael Wiesner           |
| Gale                 | Amy Ryan            | Sabine Falkenberg         |
| Schulleiter Garrison | Keith Arthur Bolden | Torsten Michaelis         |
| Hannah               | Odeya Rush          | Lina Rabea Mohr           |
| Lorraine             | Jillian Bell        | Magdalena Turba           |
| Officer Stevens      | Timothy Simons      | Peter Lontzek             |
| R.L. Stine           | Jack Black          | Tobias Meister            |
| Taylor               | Halston Sage        | Victoria Frenz            |
| Zach Cooper          | Dylan Minnette      | Constantin von Jascheroff |
| Zachs Vater          | Kevin Harrison      | Peter Flechtner           |

## Rezeption

### Kritiken
Bei Rotten Tomatoes konnte der Film 78 Prozent der Kritiker überzeugen (basierend auf der Auswertung von 165 Kritiken). Eher gemischt fielen die Kritiken im deutschsprachigen Raum aus:

„Richtig lachen müssen die Zuschauer kaum. Schleierhaft bleibt zudem, warum der Film in 3D gezeigt wird: Die Effekte sind minimal. Was bleibt, ist ein spannender Film mit toll animierten Monstern und der ein oder anderen erstaunlichen Wendung. Das reicht für einen unterhaltsamen Kinobesuch.“

„Richtig witzig (und gruselig) wird es nicht.“

### Einspielergebnis
Am ersten Wochenende nach dem US-Kinostart spielte Gänsehaut in den nordamerikanischen Kinos 23,6 Millionen US-Dollar ein und war damit der erfolgreichste Film in den Film-Charts. Er spielte bei einem geschätzten Budget von 58 Millionen US-Dollar weltweit insgesamt 156,5 Millionen US-Dollar ein (Stand 1. April 2016).

### Auszeichnungen
Im Rahmen der Saturn-Award-Verleihung 2016 wurde Gänsehaut in der Kategorie Bester Fantasyfilm nominiert.

## Fortsetzung:Gänsehaut 2 – Gruseliges Halloween
Im September 2015 wurde eine Fortsetzung angekündigt, Sony Pictures begab sich damals auf die Suche nach einem Autor für das Drehbuch. Im Januar 2017 wurde das Veröffentlichungsdatum 26. Januar 2018 und Rob Letterman als Regisseur auch für die Fortsetzung bekannt gegeben; er wurde später durch Ari Sandel ersetzt. Im Februar wurde der Starttermin auf den 21. September 2018 verschoben, Jack Black als wiederkehrender R.L. Stine bekannt. Die Dreharbeiten begannen im Oktober 2017 in Atlanta. In den USA kam der Film am 12. Oktober 2018 in die Kinos, in Deutschland am 25. Oktober.